# 里奥杜福古
里奥杜福古（葡萄牙語：Rio do Fogo）是巴西北大河州的一个市镇。总面积150.282平方公里，总人口10447人，人口密度69.5人/平方公里。